# Fudżi
Fudżi (jap. 富士山 Fuji-san; wym. ɸɯꜜdʑisaɴ ( odsłuchaj)) – czynny stratowulkan i zarazem najwyższy szczyt Japonii (3776 m n.p.m.). Leży na wyspie Honsiu (Honshū), na południowy zachód od stolicy, Tokio. W 2013 roku góra Fudżi została wpisana na listę światowego dziedzictwa UNESCO jako obiekt dziedzictwa kulturowego – święte miejsce i źródło artystycznej inspiracji.

## Wyjaśnienie nazwy góry
Wokół nazwy góry Fudżi powstało m.in. nieporozumienie wynikające z dwoistości czytania znaku (kanji) 山 (oznaczającego „górę”). Jego sinojapońskie odczytywanie brzmi san (od chińskiego shān). Natomiast zgodnie z odczytywaniem japońskim znak ten czyta się yama – stąd alternatywna nazwa góry: Fuji-no-yama 富士の山. Po chińsku nazwa góry jest zapisywana identycznie, a czytanie to: Fùshìshān.
Wskutek zbieżności fonetycznej słowo san określające „górę” utożsamia się często z sufiksem honoryfikatywnym -san, występującym po nazwiskach japońskich tytułem grzecznościowym, oznaczającym „pan/pani”. Stąd też czasem tworzone jest błędne sformułowanie „szanowna Fudżi”, czy też „pan/pani Fudżi”. Język japoński jest wysoce homofoniczny i podobieństwa fonetyczne są bardzo liczne. Np. według słownika znakowego „The Modern Reader’s Japanese-English Character Dictionary”, aż 38 różnych znaków (kanji) czyta się san.
Etymologia nazwy góry Fudżi jest trudna do ustalenia. Przeważa pogląd, że zapis znakowy jest wtórny i ma charakter czysto fonetyczny (znaki zostały dobrane dźwiękowo, bez względu na ich znaczenie). W użyciu były zresztą różne warianty nazwy, jak np.: Fuji-no-takane (ふじの高嶺, „Wysoki Szczyt Fudżi”), Fuji-no-ne (ふじの嶺, „Szczyt Fudżi”), Fu-gaku (富岳, „Bogaty Szczyt” lub „Obfity Szczyt”).
Istnieje także legenda oparta na „Opowieści o zbieraczu bambusu”. Cesarz opuszczony przez księżycową księżniczkę Kaguya, rozkazał sługom zanieść list i eliksir nieśmiertelności, które otrzymał od niej, na wierzchołek najwyższej góry i tam je spalić. Dym z płonącego eliksiru unoszący się ponad szczytem góry spowodował, że ludzie nazwali ją 不死の山, Fushi-no-yama, gdzie fushi oznacza „nieśmiertelność”, „życie wieczne”. Z biegiem lat przyjęła się udźwięczniona wersja – Fuji.
Zdaniem niektórych badaczy, nazwa góry może pochodzić z języka ajnuskiego, od Fuchi – imienia bogini (kamuj) ognia.
Występująca w „Wielkim słowniku ortograficznym PWN” nazwa Fudżi-jama jest błędna. Prawidłowa nazwa tego wulkanu po japońsku to Fuji-san 富士山.

## Geologia

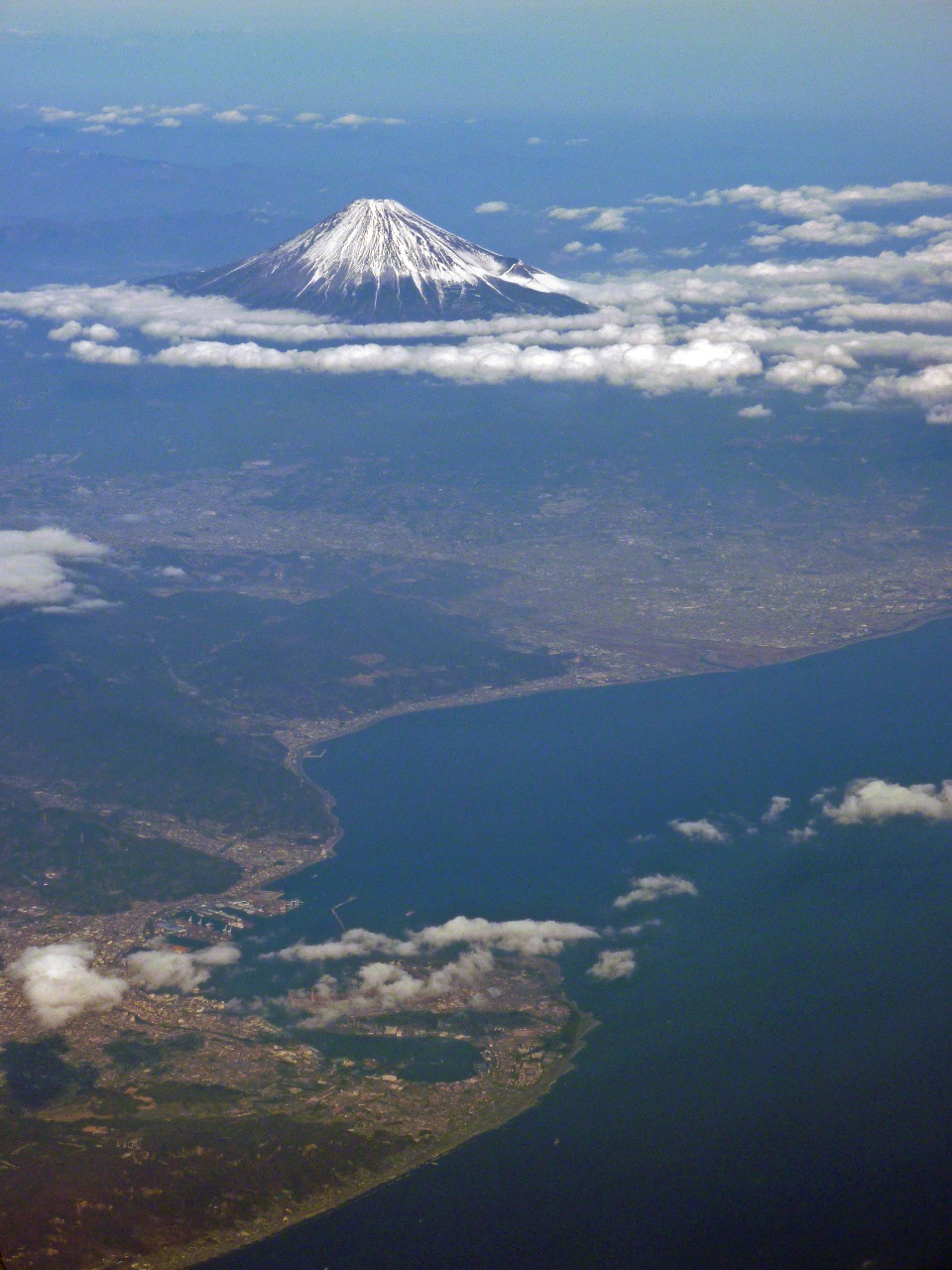
Fudżi od strony zatoki Suruga

Góra Fudżi położona jest na węźle potrójnym, czyli miejscu, gdzie spotykają się trzy płyty tektoniczne: amurska, ochocka i filipińska.
Jest to czynny stratowulkan leżący na skałach morskich paleogenu i neogenu. Średnica krateru wynosi 500 m, a głębokość 250 m. Komora magmowa o objętości około 1400 km³ leży na głębokości około 56 km. Fudżi złożony jest z trzech stożków wulkanicznych będących pozostałością różnych wiekowo faz wulkanizmu oraz utworów niewidocznych na powierzchni. Najstarszy jest stożek Pre-Komitake aktywny przed 700 tys. lat i znany tylko z odwiertów. Cechuje się wulkanizmem andezytowym. Trochę młodszy, zachowany na powierzchni, jest stożek Komitake sprzed około 700 tys. lat, o wulkanizmie andezytowo-bazaltowym. Kolejny stożek tzw. Starsza Fudżi działał od 80 tys. lat do 11 tys. lat temu i cechował się wulkanizmem bazaltowym, podobnie jak stożek Młodsza Fudżi, aktywny od 11 tys. lat i najwyższy z trzech omówionych. Choć główna faza aktywności Młodszej Fudżi przypada na okres 11–8 tys. lat temu, to wulkan ten wciąż jest aktywny. Od 781 roku doszło do 10 erupcji, w tym trzy bardzo znaczne. Ostatnia erupcja miała miejsce od 28 października 1707 do 1 stycznia 1708 roku w okresie Edo. Był to efekt silnego trzęsienia ziemi z 28 października 1707 roku.
Ze względu na swój wulkaniczny charakter oraz położenie blisko morza, wysokość góry Fudżi względem jej podstawy jest zbliżona do wysokości bezwzględnej szczytu i wynosi około 3000 metrów (według niektórych źródeł całą wysokość bezwzględną można uznać za wysokość względem podstawy góry). Sama wspinaczka na szczyt wiąże się natomiast z pokonaniem przewyższenia 1800 metrów.

## Turystyczne zagospodarowanie Fudżi
Wulkan i jego masyw są celem licznych wycieczek turystycznych i pielgrzymek. Oficjalny sezon wspinaczkowy to lipiec i sierpień. Na sam szczyt prowadzą obecnie (2008) cztery szlaki turystyczne, przy których jest dziesięć odpłatnych schronisk turystycznych. Do wysokości 2400 m n.p.m. można dojechać drogą asfaltową, w lecie także autobusem rejsowym. Na szczycie działa obserwatorium meteorologiczne.
U stóp góry od strony północnej, na wysokości 1000 m n.p.m. – na terenie prefektury Yamanashi – leży Pięć Jezior Fudżi (Fuji Goko): Kawaguchi, Yamanaka, Sai, Motosu oraz Shōji. Po stronie południowo-zachodniej znajdują się wodospady Shiraito, a po stronie północno-zachodniej tereny narciarskie Fujiten (Fujiten Snow Resort). Cały ten obszar jest celem masowej turystyki i stanowi część Parku Narodowego Fudżi-Hakone-Izu. Należy do niego również równina i okryty złą sławą las Aokigahara.
W czerwcu 2009 roku otwarto Mount Fuji Shizuoka Airport. Obsługuje on kilka połączeń wewnętrznych i zagranicznych.

## Znaczenie Fudżi w kulturze
Charakterystyczna sylwetka wulkanu, którego szczyt jest pokryty śniegiem przez większą część roku, była i jest bardzo lubianym motywem w sztuce. Słynne pejzaże góry w postaci drzeworytów z dwóch różnych serii o tym samym tytule: „36 widoków góry Fudżi” (Hokusai), „36 widoków góry Fudżi” (Hiroshige), zostało stworzonych oddzielnie przez dwóch artystów o nazwiskach Hokusai Katsushika i Hiroshige Andō. Hokusai powtórzył ten temat w ilustrowanej książce wydanej w trzech tomach pt. „Sto widoków góry Fuji” w latach 1834–1849.
Fudżi jest też świętą górą dla wyznawców shintō – jako żeńskie bóstwo Konohana-no-sakuyahime-no-mikoto. Zbudowano na niej trzy bramy torii i dwa chramy. Do 1868 roku obowiązywał zakaz wstępu na górę dla kobiet.
Projektanci wieżowca X-Seed 4000 opracowali konstrukcję przypominającą kształtem górę Fudżi. Budynek (gdyby powstał) byłby 200 metrów wyższy od góry.

## Poligon wojskowy
Od strony wschodniej u stóp Fudżi znajduje się kilka obiektów wojskowych w tym Poligon Lądowych Sił Samoobrony Fudżi-Wschód (Rikujō Jieitai Higashi-Fuji Enshūjō), główny na wyspie Honsiu (Honshū). Jego łączna powierzchnia wynosi 88,09 km².

## Cmentarz
U wschodnich podnóży góry usytuowano także cmentarz (Fuji Reien), który ma powierzchnię 2,3 mln m². Jego aleje, w tym główna, wysadzane są drzewami sakury. Kwiaty wiśni w kulturze japońskiej kojarzą się jednoznacznie z nietrwałością życia.

## Galeria

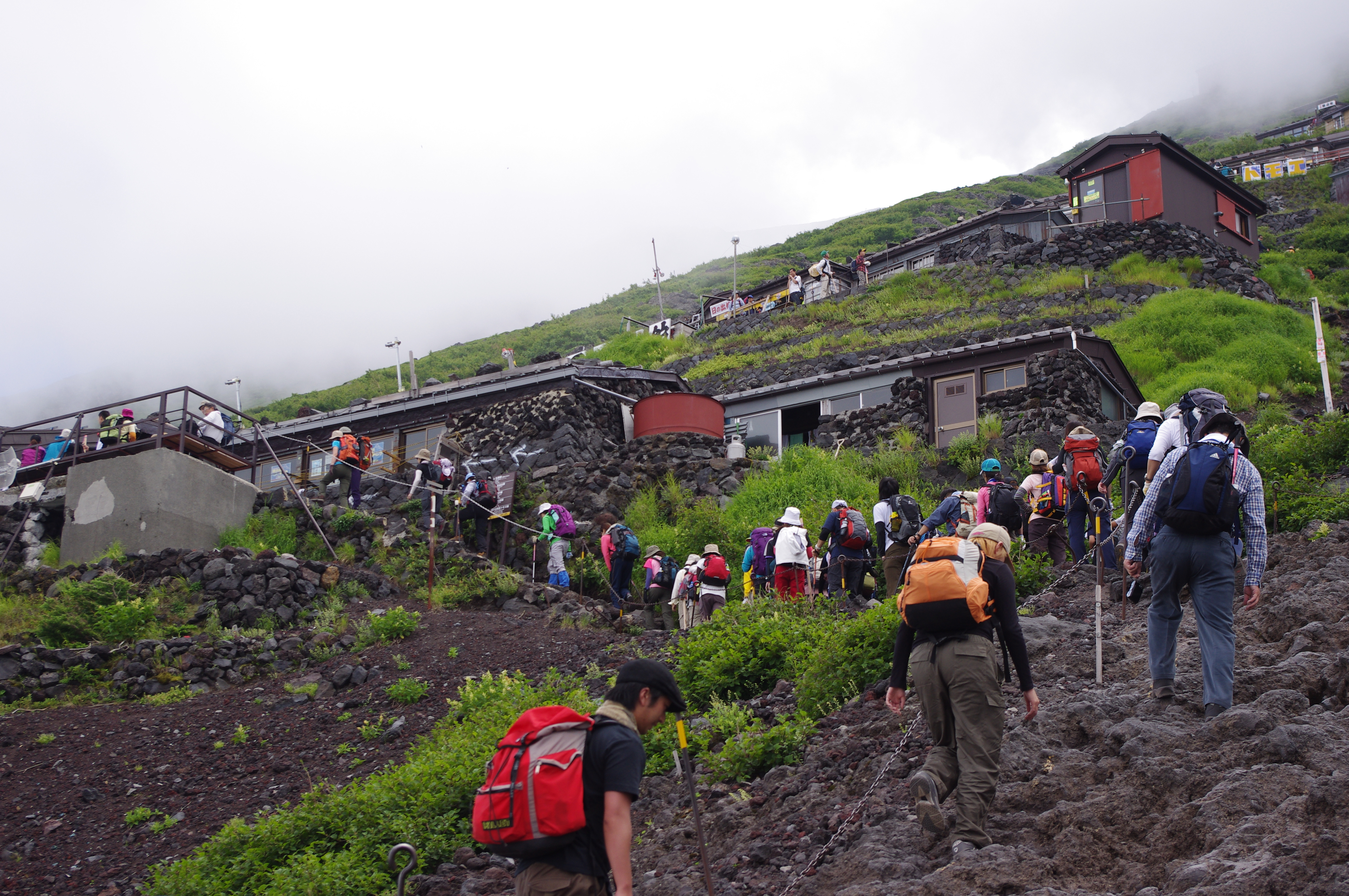
Wspinaczka
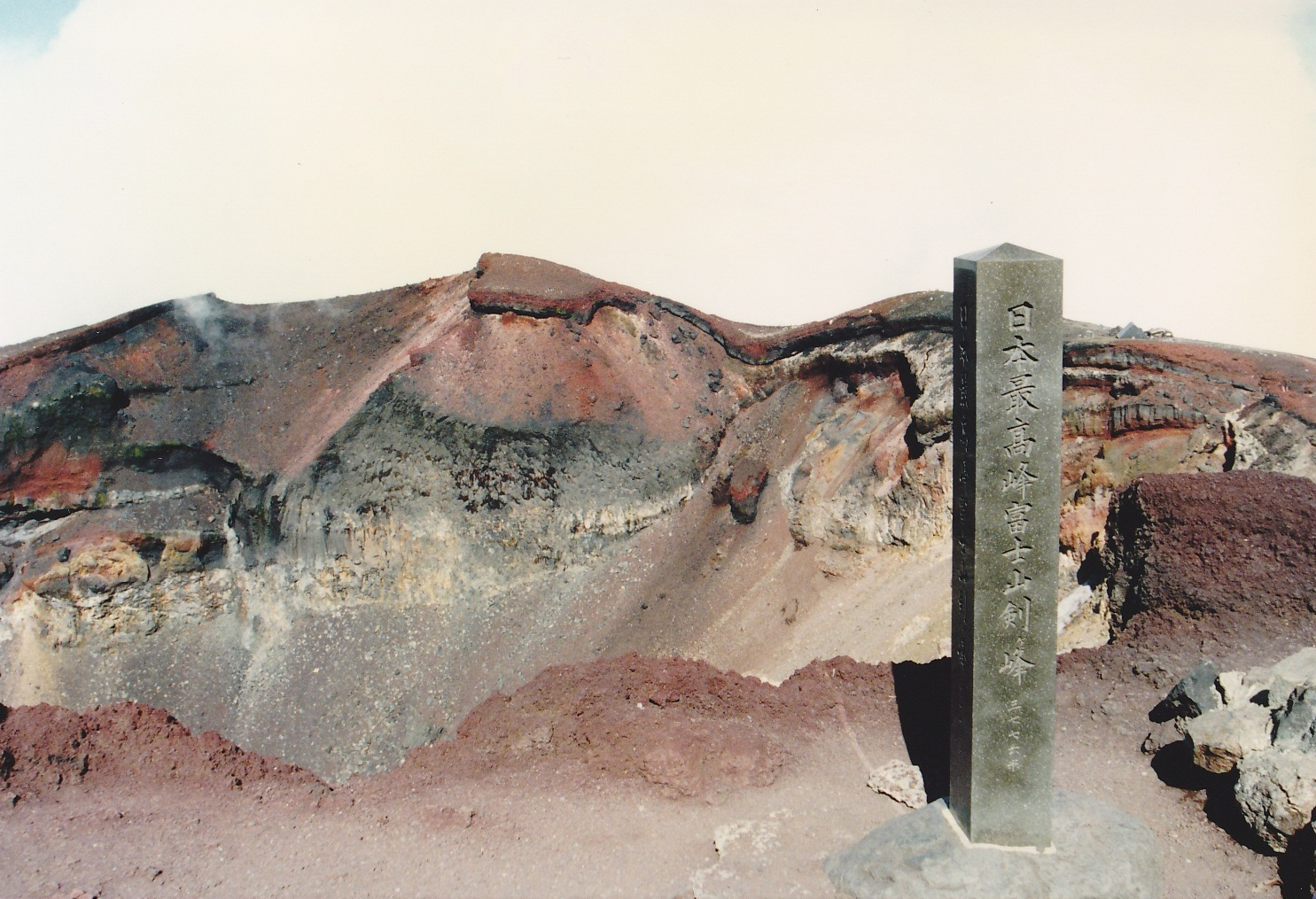
Na szczycie
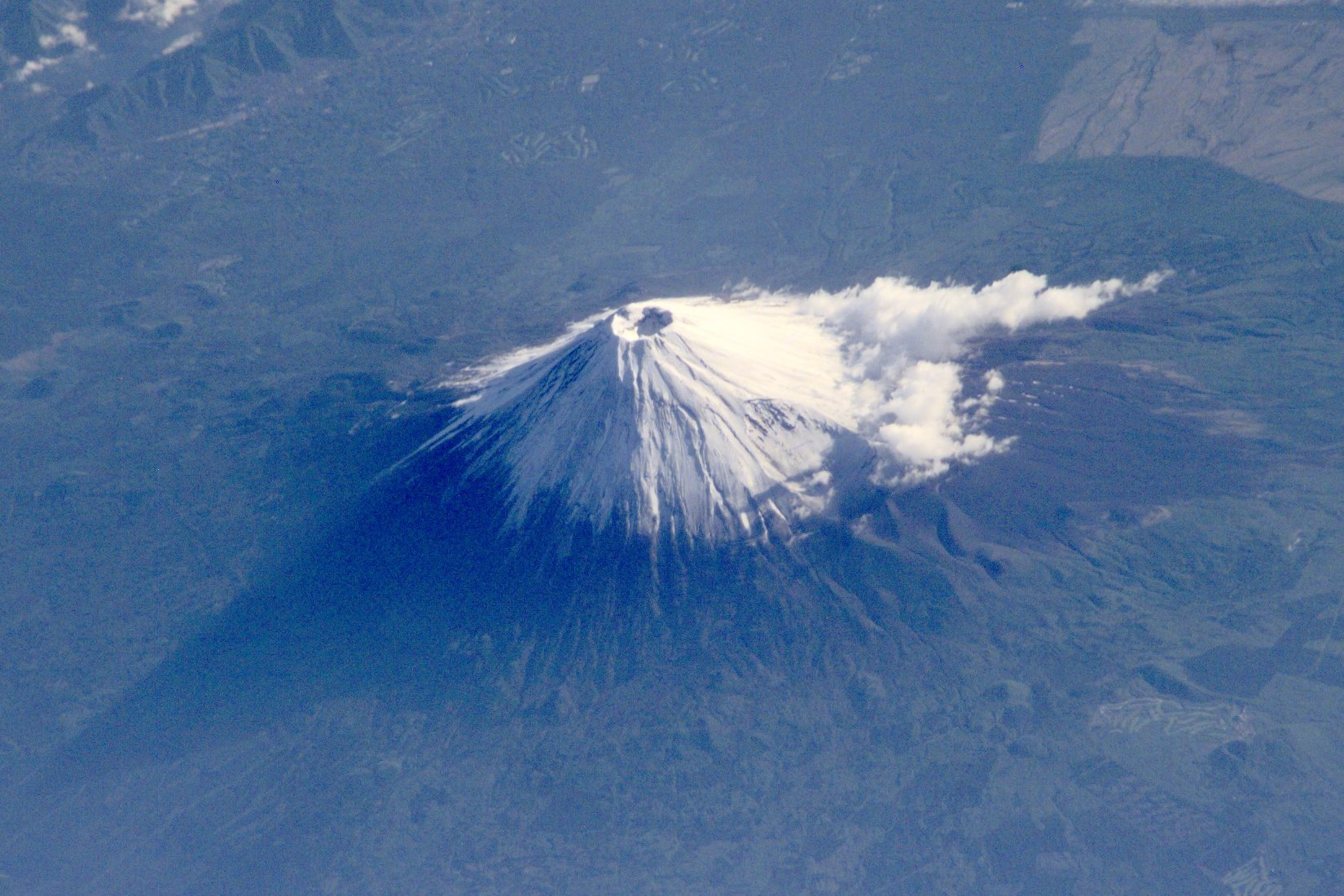
Widok z Międzynarodowej Stacji Kosmicznej
Widok z Tokio
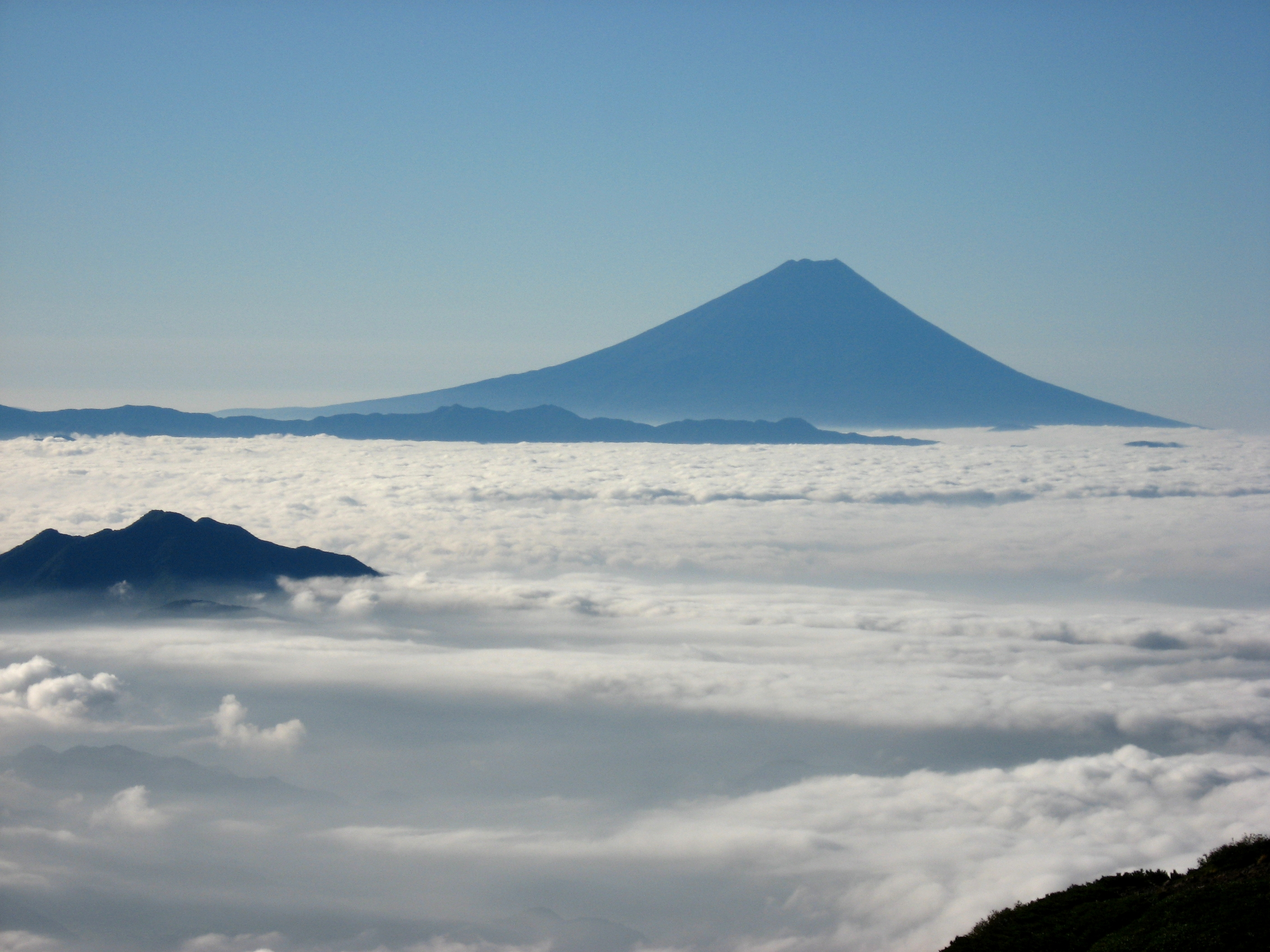
Widok od strony masywu Yatsu-ga-take